# Karpaltunnel

Transversalsektion genom handleden. Karpaltunneln med ytliga och djupa flexorsenor syns i mitten tillsammans med medianusnerven (gult).
Illustration: Gray's Anatomy, 1918. (PD)

Karpaltunnel (latin: canalis carpi) är, i människans kropp, en kanal som löper genom handledens (articulatio radiocarpea) palmarsida. Kanalen täcks av flexorretinaklet (retinaculum flexorum) och är den passage som senorna för fingrarnas flexormuskler ("böjningsmuskler") och medianusnerven (nervus medianus) använder genom handleden på sin väg ut i handen.
Karpaltunneln är en osteofibrös passage på karpalbenens palmarasida (alltså vid handloven) genom vilken flexorsenor (musculus flexor pollicis longus, flexor digitorum superficialis och profundus) och medianusnerven passerar från underarmen (antebrachium) till handen.
Medianusnerven ligger ytligt i karpaltunneln och kan komma i kläm vilket leder till smärta och domningar i handen. Fenomenet kallas karpaltunnelsyndrom.